# Cuộc gặp Mã–Tập 2015
Ngày 7 tháng 11 năm 2015, lãnh đạo của nước Cộng hòa Nhân dân Trung Hoa Tập Cận Bình và lãnh đạo của Trung Hoa dân quốc Mã Anh Cửu gặp mặt ở Singapore. Đây là cuộc họp đầu tiên giữa các nhà lãnh đạo của Trung Hoa Dân Quốc (Đài Loan) và Cộng hòa Nhân dân Trung Hoa (Trung Quốc) kể từ khi kết thúc cuộc nội chiến Trung Quốc (Cách mạng Cộng sản Trung Quốc) vào năm 1949.
Trong cuộc bầu cử tổng thống Trung Hoa dân quốc năm 2012, Mã Anh Cửu đã tuyên thệ năm 2011 "quyết không bao giờ gặp gỡ với các nhà lãnh đạo đại lục trong vòng bốn năm tới". Chi tiết của cuộc họp đã bị rò rỉ bởi tờ báo Đài Loan Tự do thời báo vào ngày 3 tháng 11 năm 2015 và đã được chính thức xác nhận trong những ngày sau.

## Lịch trình cuộc họp
Ngày 05 tháng 11 năm 2015, Tập Cận Bình, Tổng Bí thư Đảng Cộng sản Trung Quốc kiêm Chủ tịch nước Cộng hòa Nhân dân Trung Hoa, khởi hành từ Bắc Kinh đến Việt Nam là chuyến thăm chính thức đầu tiên của mình đến Việt Nam theo lời mời của Tổng Bí thư Đảng Cộng sản Việt Nam, Nguyễn Phú Trọng và Chủ tịch nước Cộng hòa Xã hội Chủ nghĩa Việt Nam Trương Tấn Sang. Tập Cận Bình tiếp tục chuyến thăm chính thức của mình đến Singapore và đến đảo quốc vào ngày 06 tháng 11 năm 2015 với phu nhân Bành Lệ Viện.
Mã Anh Cửu đáp chuyến bay China Airlines từ sân bay Tùng Sơn Đài Bắc đến Singapore vào ngày của cuộc họp. Máy bay của ông được hộ tống bởi các chiến đấu cơ của Không quân Trung Hoa dân quốc. Sau khi hạ cánh tại sân bay Changi Singapore lúc 10h30, Mã đến Khách sạn Four Seasons một thời gian ngắn, nơi ông đã được chào đón bởi các thành viên của Hiệp hội Doanh nghiệp Đài Loan và nghỉ ngơi trước khi gặp Tập Cận Bình.

### Cuộc gặp
Trước khi bước vào phòng họp kín, Tập Cận Bình và Mã Anh Cửu đã có cái bắt tay dài 80 giây, cái bắt tay mà giới truyền thông gọi là "dài nhất" trong lịch sử quan hệ Đài Loan - Trung Quốc.
Tập Cận Bình mở đầu cho cuộc họp kín tại khách sạn Shangri La chiều 7 tháng 11 năm 2015: "Chúng ta là một gia đình. Chúng ta quyết định thay thế xung đột bằng đối thoại hòa bình". Tập Cận Bình và Mã Anh Cửu đã thảo luận bản "Nhận thức chung 1992" của đôi bên.
Cả hai lãnh đạo đã tán thành nguyên tắc "một Trung Quốc" nhưng mỗi bên có cách hiểu riêng về nguyên tắc này.
Mã Anh Cửu nhấn mạnh Trung Hoa dân quốc không sử dụng những kiểu biểu đạt như "hai Trung Quốc" hoặc "một Trung Quốc, một Đài Loan" hoặc "sự độc lập của Đài Loan" với lý do hiến pháp Trung Hoa dân quốc không cho phép như vậy.

## Phản ứng của người dân Đài Loan
Tại cuộc họp báo sau khi ông Tập và ông Mã họp kín, truyền thông Đài Loan cho biết họ rất thất vọng khi chỉ có một hãng truyền thông duy nhất của lãnh thổ này là tờ China Times được tham dự.
Trước đó ở Đài Loan, khoảng 100 người dân đã cố phá hàng rào an ninh, mang biểu ngữ "Sự độc lập của Đài Loan" để tràn vào tòa nhà Quốc hội ở Đài Bắc nhằm phản đối việc lãnh đạo Mã Anh Cửu đến gặp Chủ tịch Trung Quốc Tập Cận Bình. Nhiều người dân Đài Loan cũng tụ tập tại sân bay Tùng Sơn Đài Bắc để phản đối cuộc gặp trước khi ông Mã lên máy bay đi Singapore. Nhiều người dân Đài Loan chỉ trích ông Mã Anh Cửu đã bí mật sắp xếp cuộc gặp này nhằm đẩy mạnh cơ hội cho Quốc dân đảng cầm quyền trong cuộc bầu cử ở lãnh thổ này vào tháng 1 năm 2016.
Thời báo Đài Bắc dẫn lời phe đối lập với ông Mã cáo buộc lãnh đạo này đang "bán đứng Đài Loan" thông qua cuộc họp này.
Nhiều người dân Đài Loan chỉ trích ông Mã Anh Cửu đã bí mật sắp xếp cuộc gặp này nhằm đẩy mạnh cơ hội cho Quốc dân đảng cầm quyền trong cuộc bầu cử ở lãnh thổ này vào tháng 1-2016.